# Genesis-1
Genesis-1 je americká družice společnosti Bigelow Aerospace, vypuštěná v roce 2006 na oběžnou dráhu Země z ruského území. Je létajícím modelem plánovaného obytného modulu BA-330. 

## Start
Nosná třístupňová raketa Dněpr-1 při svém prvním použití i s družicí odstartovala z ruské raketové základny Jasnyj (nedaleko města Dombarovskij, Orenburská oblast) dne 12. července 2006. Družice se tak dostala na oběžnou dráhu Země ve výši 555 až 561 km a dostala katalogové označení v COSPAR 2006-029A. Oběžná dráha je 86 minut.

## Výroba a konstrukce
Družice měla při startu hmotnost 1360 kg. Vyrobila ji soukromá americká společnost Bigelow Aerospace, Inc., Las Vegas, NV  a let zajistila přes společnost ISC Kosmotras.
Družice je nafukovacím modelem (třetinový) obytného modulu BA-320. Tvarem je zaoblený válec o průměru ,4 metru, délka je udána 4,6 metru. Uvnitř je miniaturní biologická laboratoř GeneBox vyrobená agenturou NASA. Je vybavena čtveřicí výklopných slunečních baterií a 13 kamerami, z nichž některé jsou umístěny uvnitř tělesa. Jsou zde schránky s šváby a larvy. Nafouknutí bylo provedeno z jedné tlakové lahve plynným dusíkem. 

## Průběh mise
Družice má pracovat na orbitě pět roků.